# Dans la peau de John Malkovich
 (janvier 2021).
Si vous disposez d'ouvrages ou d'articles de référence ou si vous connaissez des sites web de qualité traitant du thème abordé ici, merci de compléter l'article en donnant les références utiles à sa vérifiabilité et en les liant à la section « Notes et références ».
Pour plus de détails, voir Fiche technique et Distribution.
Dans la peau de John Malkovich (Being John Malkovich) est un film américain de Spike Jonze, sorti en 1999. 
Premier long métrage du réalisateur Spike Jonze, il est nommé trois fois lors de la 72e cérémonie des Oscars, pour le meilleur réalisateur, la meilleure actrice dans un second rôle et le meilleur scénario original.

## Synopsis
Craig Schwartz, un marionnettiste, découvre un portail menant directement dans le psychisme de l'acteur John Malkovich.

## Fiche technique
- Titre original : Being John Malkovich
- Titre français : Dans la peau de John Malkovich
- Réalisation : Spike Jonze
- Scénario : Charlie Kaufman
- Musique : Carter Burwell
  - Chanson Amphibian : Björk
- Décors : K.K. Barrett
- Photographie : Lance Acord
- Montage : Eric Zumbrunnen
- Production : Steve Golin, Vincent Landay, Michael Stipe, Charlie Kaufman et Michael Kuhn
- Sociétés de distribution : USA Films, Universal Pictures
- Budget : 13 millions de dollars
- Pays de production :  États-Unis
- Langue originale : anglais
- Format : couleur — 35 mm — 1,85:1 — Dolby Digital
- Genre : comédie, fantastique
- Durée : 112 minutes
- Dates de sortie : 
  - Italie : 2 septembre 1999 (Mostra de Venise)
  - États-Unis : 29 octobre 1999
  - France et Suisse : 8 décembre 1999
  - Belgique : 15 décembre 1999
- Classification :
  - France : tous publics[1]
  - Royaume-Uni : interdit aux moins de 15 ans[2]

## Distribution
- John Cusack (VF : Jérôme Rebbot) : Craig Schwartz
- Cameron Diaz (VF : Marjorie Frantz) : Lotte Schwartz
- John Malkovich (VF : Edgar Givry) : John Horatio Malkovich
- Catherine Keener (VF : Souad Amidou) : Maxine Lund
- Orson Bean (VF : Daniel Brémont) : Dr Lester
- Ned Bellamy : Derek Mantini
- Eric Weinstein : le Père au spectacle de marionnettes
- Madison Lanc : la Fille au spectacle de marionnettes
- Octavia Spencer : la Femme dans l'ascenseur
- Mary Kay Place : Floris
- K.K. Dodds : Wendy
- Reginald C. Hayes : Don
- Byrne Piven : le Capitaine Mertin
- Judith Wetzell : la Petite femme
- Kevin Carroll : le Chauffeur de taxi
- Charlie Sheen (VF : Julien Kramer) : Charlie

Non crédités
- Sean Penn (VF : Emmanuel Karsen) : Lui-même (caméo)
- Dustin Hoffman : Lui-même (caméo)
- Michelle Pfeiffer : Elle-même (caméo)
- Brad Pitt : Lui-même (caméo)
- Winona Ryder : Elle-même (caméo)
- Gary Sinise : Lui-même (caméo)
- David Fincher : Christopher Bing
- Spike Jonze : l'assistant de Derek Mantini
- Jester Hairston : un ami de Lester

## Distinctions

### Récompenses
- Prix FIPRESCI lors de la Mostra de Venise 1999.
- Grand Prix spécial et Prix de la critique lors du Festival du cinéma américain de Deauville 1999.
- Prix du meilleur film fantastique a l'Académie des films de science-fiction, fantastique et horreur 2000
- Prix du meilleur scénario a l'Académie des films de science-fiction, fantastique et horreur 2000
- Prix du meilleur premier film (Spike Jonze) lors des MTV Movie Awards 2000

### Nominations
- Oscar du meilleur réalisateur pour Spike Jonze
- Oscar du meilleur scénario pour Charlie Kaufman
- Oscar du meilleur second rôle féminin pour Catherine Keener en 2000.
- Prix de la meilleure actrice pour Catherine Keener lors de l'Académie des films de science-fiction, fantastique et horreur 2000.
- César du meilleur film étranger
- Golden Globe du meilleur film musical ou comédie
- Golden Globe du meilleur scénario
- Golden Globe du meilleur second rôle féminin pour Cameron Diaz et Catherine Keener

## Autour du film
- Craig, premier à découvrir le passage, se pose tout d'abord quelques questions existentielles (qui restent d'ailleurs en suspens, on peut penser qu'elles servent surtout à calmer l'envie de comprendre du spectateur pour qu'il puisse se focaliser avant tout sur l'histoire et ne pas rester « bloqué » sur ce point), puis utilise John comme une marionnette, usant entre autres de sa notoriété pour accomplir les projets qu'il ne peut réaliser en tant que Craig Schwartz, qui consistent à se faire connaître en tant que marionnettiste et à vivre avec Maxine.

- Maxine Lund, deuxième personnage à apprendre l'existence du passage vers John Malkovich, y voit immédiatement un intérêt financier, et fonde une entreprise avec Craig. Pour elle, ce passage est avant tout quelque chose dont il faut profiter, comme tout le reste, sans s'y intéresser d'ailleurs (elle ne teste pas le passage, mais l'emprunte une unique fois pour fuir). Elle utilise également de façon indirecte ce passage en profitant du fait que deux personnes puissent être dans un seul corps. Elle explique elle-même combien elle aime que « deux personnes la regardent passionnément au travers d'une seule paire d'yeux ».

- Lotte, la femme de Craig, quant à elle, est plus attirée par « l'expérience » : au travers de John, elle découvre des choses nouvelles : être un homme, tout d'abord, mais aussi être draguée par une femme. Elle utilise aussi le passage pour coucher avec Maxine, de qui elle tombe amoureuse. Au cours du film, sa volonté « d'expérimenter » se calme pour laisser place à son amour pour Maxine.

- Enfin, le capitaine Mertin, dans le « vaisseau corporel » Dr Lester, découvreur originel du passage, y voit un moyen de prolonger son existence indéfiniment, en voyageant de « vaisseau » en « vaisseau ». S'occuper de son prochain « vaisseau » avant d'y entrer devient même une de ses principales préoccupations.

Nous pouvons noter l'apparition de l'acteur Sean Penn (dans une interview que John/Craig regarde à la veille de son 44e anniversaire à la télévision) face à l'affiche du film Crossing Guard, qu'il a lui-même réalisé en 1995.